# 전론논문
전론논문(典論論文)은 위나라 문제(文帝＝曹丕)가 경전이나 문학을 논한 저서이다. <문선> 52에 전해진다.  이 가운데는 "주의(奏議)는 바르게, 서론(書論)은 이치에 맞아야 한다. 비문(碑文)은 실을 중히 여기고, 시부(詩賦)는 아름다워야 한다" 등의 주장을 볼 수 있으며, 또한 건안의 7자의 특징을 논평하여 문예비평의 선구를 이루었다. "개문장 경국대업 불후 성사(蓋文章 經國大業 不朽盛事)"라는 말은 가장 유명하며, 문학에의 태도, 문학의 지위의 고양에 기여한 역할은 높이 평가된다.